# Freie Presse

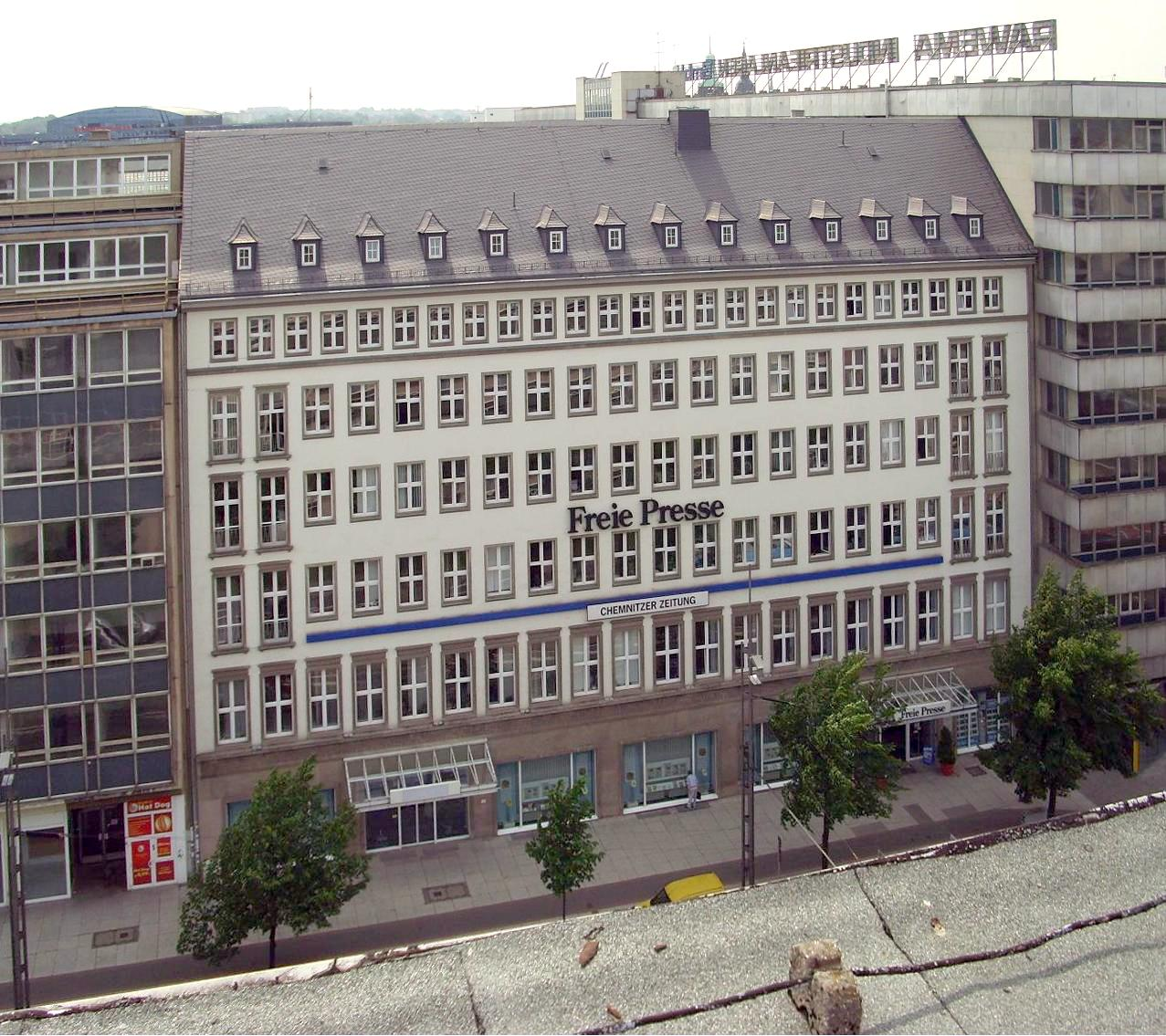
Verlagsgebäude der Freien Presse in Chemnitz

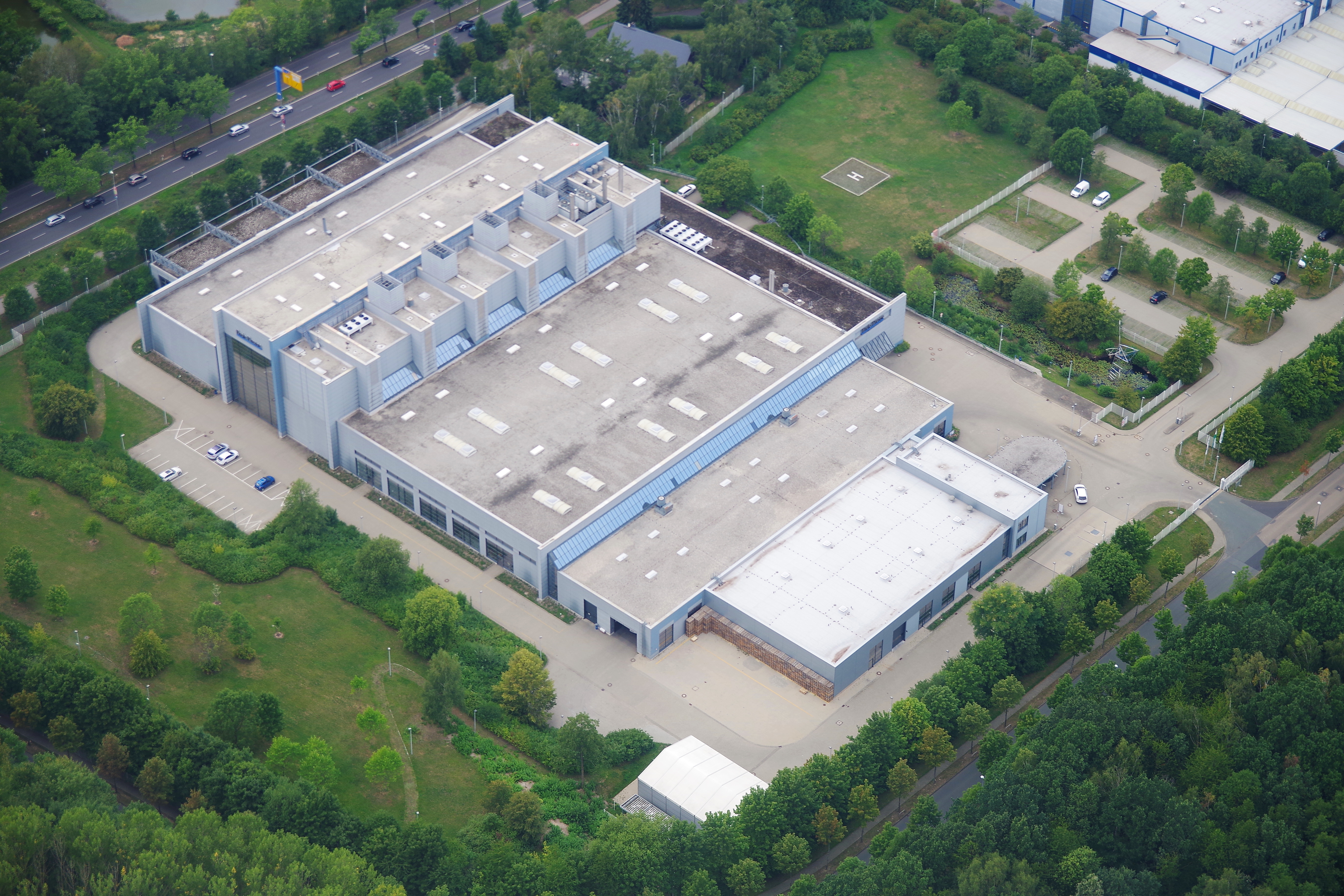
Druckzentrum der Freien Presse in Chemnitz-Kappel

Die Freie Presse ist eine regionale Tageszeitung für Chemnitz, Erzgebirge, Mittelsachsen, Vogtland, Zwickau und war als DDR-Regionalzeitung für den Bezirk Karl-Marx-Stadt eine der auflagenstärksten Tageszeitungen der DDR.

## Geschichte

### 1946 bis 1990
Am 20. Mai 1946 erschien die erste Druckausgabe der lokalen Tageszeitung Freie Presse mit dem Untertitel Zwickau-Stadt und war das Parteiorgan der Sozialistischen Einheitspartei Deutschlands (SED) im Zwickauer Bezirk Südwestsachsen.
Am 1. Januar 1963 wurden die beiden Bezirkszeitungen Freie Presse (Zwickau-Stadt) und Volksstimme (Karl-Marx-Stadt) zu einem einheitlichen SED-Bezirksorgan für den Bezirk Karl-Marx-Stadt unter dem Zeitungsnamen „Freie Presse“ zusammengelegt.
Die Freie Presse galt vor der Wende in der DDR als eine der auflagenstärksten Tageszeitungen.
Am 2. Oktober 1990, dem letzten Tag des Bestehens der DDR, wurde die Freie Presse außerhalb des von der Treuhandanstalt eröffneten förmlichen Angebotsverfahrens an die Medien Union GmbH Ludwigshafen veräußert.

„Das lag dann mit 192 Millionen Mark deutlich über dem der Mitbewerber, auch über dem des „Spiegel“ (110 Millionen Mark). Die Medien Union erhielt daraufhin den Zuschlag, und am  Tag vor der Wiedervereinigung, am 2. Oktober 1990, wurden die Kaufverträge unterzeichnet – „damals noch mit Hammer und Sichel“, fügt Dieter Schaub hinzu.“

Wie Der Spiegel recherchierte, ging der direkte Verkauf der Freien Presse auf eine Intervention von Bundeskanzler Helmut Kohl zurück.

„In einem Leserbrief an manager-magazin.de bestreitet Ex-Kanzler Kohl jede Nähe zu Dieter Schaub. „Ich lege Wert auf die Feststellung, dass es die angedeutete besondere Beziehung zu den Herren Schaub nicht gab und gibt“, so Kohl.“

## Auflage
Die verkaufte Auflage beträgt 172.691 Exemplare, ein Minus von 60,3 Prozent seit 1998. Die verkaufte Auflage ist in den vergangenen 10 Jahren um durchschnittlich 3,6 % pro Jahr gesunken. Im vergangenen Jahr hat sie um 6 % abgenommen. Der Anteil der Abonnements an der verkauften Auflage liegt bei 85,9 Prozent.
Im Januar 1990 wurden täglich 600.000 Exemplare gedruckt.

## Ausgaben
Die Freie Presse gibt 19 Lokalausgaben heraus:
Lokalausgaben
- Annaberger Zeitung
- Auer Zeitung
- Auerbacher Zeitung
- Chemnitzer Zeitung
- Flöhaer Zeitung
- Freiberger Zeitung
- Glauchauer Zeitung
- Hohenstein-Ernstthaler Zeitung
- Marienberger Zeitung
- Mittweidaer Zeitung
- Zeitung für das Obere Vogtland
- Plauener Zeitung
- Reichenbacher Zeitung
- Rochlitzer Zeitung
- Schwarzenberger Zeitung
- Stollberger Zeitung
- Werdauer Zeitung
- Zschopauer Zeitung
- Zwickauer Zeitung

## Chefredakteure
- Dieter Soika (1. Januar 1998 bis Februar 2008)
- Udo Lindner (kommissarisch vom 18. Februar 2008 bis 28. Februar 2009)
- Torsten Kleditzsch (seit 1. März 2009)

## Schachspalte
Überregionale Bedeutung hatte die ab 1960 in der Freien Presse erscheinende, über Jahrzehnte von Manfred Zucker bis zu seinem Tode geleitete Schachecke. Die dort als Urdrucke publizierten Schachkompositionen renommierter Autoren aus aller Welt haben ihren Namen durch Nachdrucke der Kompositionen in Büchern und anderen Zeitschriften rund um den Erdball getragen.

## Pressefest
Eine lange Tradition hat das von der Freien Presse veranstaltete Pressefest im Chemnitzer Küchwald. Es fand zu DDR-Zeiten 34-mal statt und wurde 1999 wiederbelebt. Im Jahr 2018 wurde das letzte Pressefest veranstaltet.